# Krebsgesellschaften
Krebsgesellschaften sind Vereinigungen von medizinisch und nicht medizinisch tätigen Personen, die sich mit bösartigen Neubildungen des Menschen beschäftigen. Die einzelnen Krebsgesellschaften lassen sich geographisch einteilen (deutsche, europäische oder internationale Gesellschaften). Sie beschäftigen sich zum Teil mit speziellen Tumoren zum Beispiel Brustkrebs oder sie vertreten bestimmte Berufsgruppen zum Beispiel internistische Onkologen oder Radioonkologen. Die Krebsgesellschaften können folgende Aufgaben wahrnehmen:
- wissenschaftliche Erforschung von bösartigen Tumoren
- Publikation von Forschungsergebnissen
- Veranstaltung von Kongressen über Tumoren
- Ausbildung von Ärzten auf dem Gebiet der Onkologie
- Qualitätssicherung der Tumorbehandlung
- Erarbeitung von Leitlinien der Tumorbehandlung
- Zertifizierung von Zentren, die Tumoren behandeln
- Vertretung von Berufsinteressen onkologischen tätiger Personen
- Beratung von Politikern zur Verbesserung der Tumortherapie
- Information von Patienten mit Krebserkrankungen
- Information der Öffentlichkeit über die Verhütung und Behandlung von Krebserkrankungen

Die folgende Übersicht zeigt nur einen kleinen Teil der weltweit tätigen Krebsgesellschaften.:

## Geographische Einteilung
DKG, Deutsche Krebsgesellschaft: Größte deutsche Krebsgesellschaft. Organisiert den deutschen Krebskongress. Mit der Deutschen Krebshilfe eng verbunden.
Deutsche Krebshilfe:
Die Deutsche Krebshilfe wurde 1974 von Mildred Scheel, der Frau des Bundespräsidenten, die selbst an Krebs litt und auch daran verstarb, gegründet. Ursprünglich war die deutsche Krebshilfe eine gemeinnützige Spendenorganisation, die überwiegend direkte Hilfe für Krebspatienten leistete. Inzwischen besteht eine enge Verzahnung mit der deutschen Krebsgesellschaft. Die Deutsche Krebshilfe wurde der wichtigste private Geldgeber auf dem Gebiet der Krebsforschung in Deutschland.

### Deutsche regionale Krebsgesellschaften
In allen deutschen Bundesländern wurden regionale Krebsgesellschaften gegründet, die eigene regionale Kongresse veranstalten, Ärzte und Patienten über Tumoren informieren und Mittel für direkte Hilfen einwerben. Die Ländergesellschaften sind mit der deutschen Krebsgesellschaft verbunden und setzen deren Richtlinien um.
Sachsen Anhaltische Krebsgesellschaft
Hamburger Krebsgesellschaft
Schleswig – Holsteinische Krebsgesellschaft
Niedersächsische Krebsgesellschaft
Bremer Krebsgesellschaft
Berliner Krebsgesellschaft
Krebsgesellschaft Brandenburg
Krebsgesellschaft Nordrhein – Westfalen
Krebsgesellschaft Rheinland – Pfalz
Saarländische Krebsgesellschaft
hessische Krebsgesellschaft
Thüringische Krebsgesellschaft
Sächsische Krebsgesellschaft
Krebsverband Baden – Württemberg
Bayerische Krebsgesellschaft

### Europäische Krebsgesellschaften
ECCO, European Cancer Organisation Die ECCO ist die Dachorganisation von 27 europäischen Krebsgesellschaften mit insgesamt 150.000 Mitgliedern. Die Gesellschaft vereinigt alle Berufsgruppen, die sich mit bösartigen Tumoren beschäftigen. Alljährlich werden auf dem „European Cancer Summit“ die neuesten Forschungsergebnisse präsentiert.
EORTC, European Organisation for Research and Treatment of Cancer Die EORTC ist eine unabhängige, europäische, multidisziplinäre Forschungsorganisationen, die in den letzten 55 Jahren mehr als 1400 Krebsstudien in 35 Ländern organisiert hat.
EACR, European Association for Cancer Research Die EACR wurde 1968 von europäischen Wissenschaftlern gegründet, die auf dem Gebiet der Krebsforschung tätig sind. Ziel der Gesellschaft ist die Kommunikation und Kooperation von Wissenschaftlern über die Landesgrenzen hinaus. Zurzeit hat die Gesellschaft über 10.000 Mitglieder aus über 100 Ländern. Voraussetzung für die Aufnahme ist die aktive Tätigkeit in der Krebsforschung.

### Außereuropäische Krebsgesellschaften
ACS, American Cancer Society: Herausgeber der Zeitschrift Cancer
ASCO, American Society of Clinical Oncology: Die ASCO ist mit 45.000 Mitgliedern die größte onkologische Organisation der Welt. Der jährliche Kongress wird seit Jahren in Chicago abgehalten und hatte zuletzt über 40.000 Besucher. Herausgeber der Zeitschrift JCO (Journal of Clinical Onkology).
AACR American Association for Cancer Research: Die AACR ist nach eigenen Angaben die erste und größte Krebsforschungsorganisation der Welt mit über 42.000 Angestellten in 120 Ländern.

### Internationale Krebsgesellschaften (weltweit)
UICC, International Union against Cancer: Die UICC ist unter anderem Herausgeber der internationalen Regeln zur Stadieneinteilung von Krebserkrankungen.
IARC, International Agency for Research on Cancer: Die IARC gehört zur WHO und fördert global die Krebsforschung. Sie publiziert den World Cancer Report und zahlreiche Monographien, insbesondere zur histologischen Klassifikation von Tumoren.

## Einteilung nach Fachgebieten

### Internistische Onkologie und Hämatologie, Medizinische Onkologie
Die internistische Onkologie beschäftigt sich mit der medikamentösen Therapie von Tumorerkrankungen und hat ihren Schwerpunkt bei den hämatologischen Malignomen (Leukämien, Systemerkrankungen) und malignen Lymphomen. Auch Knochenmarkstransplantationen und Stammzellübertragungen werden von internistischen Onkologen durchgeführt.
ESMO, European Society for Medical Oncology: Die ESMO ist mit über 23.000 Mitgliedern aus 150 Ländern die größte europäische Gesellschaft für medizinische Onkologie. Sie veranstaltet Kongresse, Symposien zu speziellen Themen und Weiterbildungskurse (Educational Courses). Sie gibt unter anderem die Zeitschrift Annals of Oncology heraus.
ASH, American Society of Hematology: Die mit 17.000 Mitgliedern aus 100 Ländern größte wissenschaftliche Gesellschaft für Erkrankungen des blutbildenden Systems beschäftigt sich mit Leukämien, Lymphomen und bösartigen, hämatologischen Systemerkrankungen. Auch gutartige Erkrankungen von Blut, Knochenmark, Immunsystem und Gerinnungssystem gehören zum Fachgebiet der Hämatologie.

### Radioonkologie
Neben der eigentlichen Strahlentherapie von Tumoren gibt es Arbeitsgruppen für medizinische Physik, Strahlenbiologie, Therapie mit radioaktiven Nukliden und Hyperthermie.
DEGRO, Deutsche Gesellschaft für Radioonkologie e.V.: Die DEGRO ist 1995 aus der Deutschen Röntgengesellschaft hervorgegangen und hat etwa 2000 Mitglieder (Stand 2019). Sie wurde von radioonkologischen tätigen Ärzten, Medizinphysikern und Strahlenbiologen gegründet. Die DEGRO hält jährlich einen wissenschaftlichen Kongress ab. Das offizielle Journal der Gesellschaft heißt Strahlentherapie und Onkologie und erscheint im Springer-Verlag. Innerhalb der DEGRO gibt es Arbeitsgruppen für weitere Berufsgruppen. Die VMTRO bietet Weiterbildungen für medizinisch technische Radiologieassistentinnen und -assistenten (MTRAs) an. In der BVPRO sind Pflegende in der Radioonkologie organisiert. Für medizinische Fachangestellte in der Radioonkologie organisiert die MFAaBRO spezielle Weiterbildungen. Für Officeberufe in der Radioonkologie ist die OVIRO zuständig.
ESTRO, European Society of Radiation Oncology: In der ESTRO sind über 7600 Strahlentherapeuten, Medizinphysiker und Strahlenbiologen überwiegend aus Europa vereinigt. Es werden regelmäßig Kongresse in verschiedenen europäischen Ländern abgehalten und die wissenschaftlichen Ergebnisse der strahlentherapeutischen Forschung in der Zeitschrift Radiotherapy and Oncology publiziert.
ASTRO, American Society of Therapeutic Radiation Oncology: Die ASTRO ist mit mehr als 10.000 Mitgliedern die größte strahlentherapeutische Gesellschaft der Welt. Mitglieder sind Ärzte, Pflegepersonal, Biologen, Physiker, MTRAs aus Krankenhäusern, Praxen und Forschungseinrichtungen. Es werden jährlich in den USA Kongresse abgehalten. Die ASTRO ist Herausgeber der Zeitschrift IJROBP (International, Journal of Radiation Oncology, Biology and Physics).
DGMP, Deutsche Gesellschaft für medizinische Physik: In Deutschland ist die Mitwirkung von Medizinphysikexperten bei der Durchführung der Strahlentherapie am Menschen gesetzlich vorgeschrieben. Die DGMP ist die Vereinigung deutscher Medizinphysiker und Medizinphysikexperten. Sie organisiert Kongresse und gibt die Zeitschrift für Medizinphysik heraus.

### ChirurgischeOnkologie
ESSO, European Society for Surgical Oncology Die ESSO wurde 1981 gegründet und hat inzwischen 20.000 Mitglieder. Sie organisiert Kongresse über chirurgische Onkologie und veranstaltet Weiterbildungskurse. Die neuesten wissenschaftlichen Ergebnisse werden im EJSO (The Journal of Cancer Surgery) publiziert.
SSO, Society of Surgical Oncology: Ursprünglich US-amerikanische, inzwischen aber internationale Vereinigung von onkologischen Chirurgen. Die Gesellschaft gibt die Annals of Surgical Oncology heraus.

### GynäkologischeOnkologie
ESGO, European Society for Gynecologic Oncology: Die ESGO ist die führende europäische Organisationen, die sich mit ihren über 2500 Mitgliedern der Behandlung, der Betreuung und der Erforschung gynäkologischer Tumoren beschäftigt.
SGO, Society of Gynecologic Cancer Die SGO vereinigt 2000 Mediziner verschiedener Fachrichtungen, die sich überwiegend mit gynäkologischen Tumoren beschäftigen. Die Mitglieder kommen überwiegend aus den USA. Jährlich wird ein Kongress abgehalten. Die Zeitschrift „Gynecologic Onkology“ ist das offizielle Organ der SGO.
GOG, Gynecologic Oncology Group: US-amerikanische Gruppe, die bedeutende Studien über Gebärmuttertumoren, Eierstocktumoren und Tumoren des äußeren weiblichen Genitales durchgeführt hat.
FIGO, International Federation of Gynecology and Obstetrics: Die FIGO ist zwar nicht auf Tumoren spezialisiert, dass Committee for Gynecologic Oncology der FIGO hat jedoch eine große Bedeutung bei der Stadieneinteilung gynäkologische Tumoren, der Organisationen von Muttermundkrebs -Screeningsprogrammen und der HPV-Impfung.
AGO, Arbeitsgemeinschaft Gynäkologische Onkologie: Die AGO ist eine selbständige Gemeinschaft der Deutschen Gesellschaft für Gynäkologie und Geburtshilfe (DGGG) und der Deutschen Krebsgesellschaft e.V. Die AGO gibt unabhängig von der DKG eigene Richtlinien zur Behandlung von Brustkrebs und gynäkologischen Unterbauchtumoren heraus. Sie führt Studien durch, betreibt Tumorregister und gibt Patientenratgeber heraus.

### Uro – Onkologie
AUO, Arbeitsgemeinschaft Urologische Onkologie: Die AUO ist eine Arbeitsgemeinschaft der DKG. Mitglieder sind onkologisch tätige Urologen aber auch Radiologen, Hämatoonkologen und Strahlentherapeuten, die uro-onkologisch tätig sind. Die AUO führt im deutschsprachigen Raum bedeutende Studien zu urologischen Tumoren durch, veranstaltet Kongresse und erarbeitet Therapierichtlinien urologischer Tumoren.
ESOU/EAU, Section of Oncological Urology: Die ESAU ist eine Arbeitsgemeinschaft innerhalb der europäischen Gesellschaft für Urologie (EAU). Sie veranstaltet Kongresse und gibt europäische Richtlinien zur Behandlung urologischer Tumoren heraus.

### DermatologischeOnkologie
Die dermatologische Onkologie beschäftigt sich mit der Vorbeugung, Diagnostik und Behandlung von Tumoren der Haut, insbesondere mit dem schwarzen Hautkrebs (Melanom), dem weißen Hautkrebs (Plattenepithelkarzinom) und dem Basaliom.
Euro – Skin, European Society of Skin Cancer Prevention
The Skin Cancer Foundation: Diese Gruppe aus Ärzten und Patienten setzt sich für die Aufklärung der Bevölkerung über Hautkrebs, die Früherkennung und Behandlung ein.
Melanoma UK: Britische Patienten-Selbsthilfegruppe.

### Neuroonkologie
Die Neurobiologie beschäftigt sich mit Tumoren des Gehirns, des Rückenmarks, der Nerven und der Hirnhäute.
EANO, European Association for Neurooncology
NOA, Neuroonkologische Arbeitsgemeinschaft: Die NOA ist eine bedeutende Vereinigung von deutschen Neuroonkologen. Die Arbeitsgemeinschaft ist Teil der deutschen Krebsgesellschaft, sie gibt Richtlinien zur Behandlung von ZNS-Tumoren heraus und organisiert wichtige Studien über Tumoren des Nervensystems.
ABTA, American Brain Tumor Association: Die 1973 gegründete ABTA ist die älteste US-amerikanische Organisation, die Mittel für die Erforschung von Hirntumoren sammelt und Informationen für Ärzte, Patienten und Angehörige bietet.
Deutsche Hirntumorhilfe e. V.: Dieser 1998 von Patienten und Angehörigen gegründete gemeinnützige Verein setzt sich für die Verbesserung der Patientenversorgung und Förderung der Neuroonkologie ein. Mit 1.067 Mitgliedern (2018) versorgt er Ärzte und Patienten mit den neuesten Forschungsergebnissen zum Thema Hirntumoren.

### PädiatrischeOnkologie
Tumoren im Kindesalter unterscheiden sich hinsichtlich der Entstehung, der Histologie und der Therapie stark von bösartigen Erkrankungen im Erwachsenenalter. Daher erfolgt die Behandlung in den meisten Fällen in Spezialabteilungen für pädiatrische Onkologie.
SIOP, International Society of Paediatric Oncology 1967 wurde am Institut Gustave Roussy (IGR) in Villejuif/Paris der „Club d’Oncologie Pédiatrique“ gegründet. 1969 wurde der Club in „Société Internationale d’Oncologie Pédiatrique“ (SIOP) umbenannt. Als internationale Organisationen wird heute meistens die englische Version, „International Society of Paediatric Oncology“, verwendet. Heute hat SIOP 900 Mitglieder aus verschiedenen Fachgebieten, die sich mit der Erforschung und Bekämpfung von Tumoren bei Kindern und Jugendlichen beschäftigen. Die SIOP hat wichtige internationale Studien über Medulloblastome, Nephroblastome und Rhabdomyosarkome im Kindesalter durchgeführt.
GPOH, Gesellschaft für Pädiatrische Onkologie und Hämatologie e.V.: Diese deutsche Gesellschaft wurde 1974 gegründet. Die GPOH hat die „Deutsche Arbeitsgemeinschaft für Leukämieforschung“ (DAL) und „Gesellschaft für Pädiatrische Onkologie“ (GPO) aufgenommen. Zu den Zielen der GPOH gehört vor allem die Erforschung, Diagnostik und Therapie von Tumoren sowie malignen und benignen Blutkrankheiten des Kindes- und Jugendalters. Ferner setzt sich die Gesellschaft für die ganzheitliche Versorgungsstruktur, die Weiterbildung von Ärzten, Pflegepersonal und anderen medizinisch Tätigen sowie für die Durchführung von Studien bösartiger Erkrankungen im Jugend- und Kindesalter ein.
PROS, Paediatric Radiation Oncology Society: Ziel der Gesellschaft ist es, Radioonkologen und pädiatrische Onkologen zusammenzubringen, um den Einsatz der Strahlentherapie bei der Heilung pädiatrische Tumoren zu optimieren.

### GeriatrischeOnkologie
Dieses Fachgebiet beschäftigt sich mit Tumoren im Alter. Durch den höher werdenden Anteil älterer Menschen und die erforderliche Rücksichtnahme auf Leistungseinschränkungen und Gebrechlichkeit dieser Patienten bei aggressiven Tumortherapien steigt die Bedeutung der geriatrischen Onkologie an.
SIOG, Societe Internationale d'Oncologie Geriatrique, International Society of Geriatric Oncology

### Psycho-Onkologie
Krebserkrankungen haben vielfältige Auswirkungen auf die Lebensgestaltung und die psychologische Verfassung der Patienten und ihrer Angehörigen. Deshalb wird von zertifizierten, onkologischen Zentren inzwischen gefordert, auf Tumoren spezialisierte Psychologen einzusetzen.
PSO-AG, Arbeitsgemeinschaft Psychoonkologie: Die PSO ist eine Arbeitsgemeinschaft der DKG. Die 350 Mitglieder kommen aus verschiedenen Fachrichtungen und beschäftigen sich mit der psychoonkologischen Forschung und der psychoonkologischen Versorgung von Krebspatienten und deren Angehörigen.

### OnkologischePflege
Zur Durchführung der Behandlung von Tumoren und zur Bekämpfung der Symptome der Krankheit sowie der Nebenwirkungen der Therapie werden Pflegekräfte benötigt, die über zusätzliche Kenntnisse und Fähigkeiten verfügen. In zertifizierten, onkologischen Zentren ist der Einsatz speziell geschulter Pflegekräfte vorgeschrieben.
EONS, European Oncology Nursing Society

### Tumor-Epidemiologieund -Prävention
ISPO, The International Society for Preventive Oncology: Die Gesellschaft beschäftigt sich mit den epidemiologischen Faktoren der Krebsentwicklung und ihren Einfluss auf Vorbeugung, Entdeckung und Management bösartiger Erkrankungen.

### PharmakologieundPharmazieder Tumortherapie
ESOP, European Society of Oncology Pharmacy: Die ESOP ist Teil der ECCO. Mit fast 3000 Mitgliedern aus 47 Ländern ist sie die weltweit größte Vereinigung onkologischer Pharmazeuten.

## Einteilung nach Tumorart oder Tumorgruppe

### Tumoren der Lunge, der Bronchien und des Thorax
IASLC, The International Association for the Study of Lung Cancer: Die IASLC wurde 1974 gegründet und umfasst inzwischen 6500 Spezialisten für Tumoren der Lunge und des Thorax aus über 100 Ländern. Sie organisiert mit der World Conference on Lung Cancer (WCLC) die weltweit größte Veranstaltung für Tumoren des Thorax. Im Journal of Thoracic Oncology (JTO) werden die neuesten Forschungsergebnisse zur Prävention, Entdeckung, Diagnostik und Behandlung thorakaler Tumoren publiziert.
BTOG, British Thoracic Oncology Group
GLCC, Global Lung Cancer Coalition: Die GLCC besteht aus 38 Patienten-Selbsthilfegruppen verschiedener Länder, darunter auch Deutschland.

### Brustkrebs
DGS, Deutsche Gesellschaft für Senologie (Homepage zurzeit defekt): Größte deutsche Gesellschaft, die sich mit Brustkrebs beschäftigt. Vereinigt Gynäkologen, Chirurgen, Radiologen, Strahlentherapeuten, Pathologen und andere Fachdisziplinen für die gemeinsame Erforschung und Bekämpfung von Brustkrebs.
EUSOMA, European Society of Breast Cancer Specialists: Die EUSOMA organisiert Workshops zur Weiterbildung von Spezialisten auf dem Gebiet der Brustkrebsbekämpfung. Sie führt Zertifizierungen von Brustkrebszentren durch und hat ein Datenzentrum zum Thema Brustkrebs geschaffen.
SIS, Senologic International Society: Ziel der SIS ist es, alle wissenschaftlichen Vereinigungen, Gesellschaften und Gruppen in der Welt zusammenzubringen, um die Kenntnisse über Brustgesundheit zu verbessern und die Vorbeugung, Diagnose und Behandlung von Brusterkrankungen zu verbessern.
ASBrS, American Society of Breast Surgeons: Vereinigung von amerikanischen Brustchirurgen

### Vulva-Karzinom
Vulvakarzinom Selbsthilfegruppe

### Eierstock-Krebs
Eierstock-Krebs.de, Kommission Ovar der Arbeitsgemeinschaft Gynäkologische Onkologie (AGO) e.V.: Die Gruppe ist Teil der AGO und führt Therapiestudien zum Eierstockkrebs durch. Ferner betreibt sie ein bundesweites Qualitätssicherungsprogramm für die Behandlung von Eierstocktumoren.

### Hodenkrebs
Interdisziplinäre Arbeitsgruppe Hodentumoren: Diese Arbeitsgruppe besteht aus Ärzten aus Deutschland, die mit der Diagnostik und Therapie von Hodenkrebs beschäftigen. Die Gruppe liefert Informationen zum Thema Hodenkrebs für Patienten und Ärzte.

### Prostatakrebs
BPS, Bundesverband Prostatakrebs Selbsthilfe e. V.: Der BPS entstand im Jahr 2000 als Zusammenschluss von Patientenselbsthilfegruppen. Inzwischen sind 232 Selbsthilfegruppen (Stand 2018) im BPS organisiert. Der BPS ist europaweit die größte und weltweit die zweitgrößte Organisation von Prostatakrebspatienten. Neben Informationsveranstaltungen für Patienten und Angehörige betreibt der BPS eine Hotline, auf der sich Betroffene telefonisch Rat holen können.

### Nieren-Tumoren
Kidney Cancer UK: Britische Gesellschaft, die Informationen zum Nierenkrebs für Patienten und Ärzte liefebt, Spenden einwirkt und Forschung unterstützt.
KCA, The Kidney Cancer Association: Diese Organisationen von Patienten, Angehörigen, Ärzten, Wissenschaftlern und anderen im Gesundheitswesen tätigen Personen sammelt Spenden zur Erforschung und Bekämpfung von Nierenzellkrebs.

### Lymphome
KML, Kompetenznetz Maligne Lymphome e.V.: Gemeinnütziger deutscher Forschungsverbund.
LRFA, Lymphoma Research Foundation of America: Die LRFA mit Sitz in New York ist eine gemeinnützige Organisation, die Spenden zur Erforschung von Lymphomen sammelt. Seit 1991 hat die LRFA 43 Forschungsprojekte über Lymphome an Top-Universitäten und Krebszentren der USA finanziert.

### Histiozytose
Histiozytose Hilfe e. V.: Deutsche Selbsthilfegruppe für Patienten mit Histiozytose.

### Seltene Krebserkrankungen
ERN EURACAN, European Reference Network – Rare Adult Solid Cancers: Die ERN sind virtuelle Netzwerke von Fachleuten des Gesundheitswesens aus Europa, die sich mit der Bekämpfung von seltenen oder komplexen Krankheiten befassen. Innerhalb der ERN gibt es 24 Bereiche, von denen sich einer mit den etwa 300 seltenen Tumoren im Erwachsenenalter befasst.